# ديفيد برادبري (مخرج)
ديفيد برادبري (بالإنجليزية: David Bradbury)‏ هو صحفي ومنتج أفلام ومصور سينمائي ومخرج أسترالي، (و. 1900 و 1951  م).

## وصلات خارجية
- ديفيد برادبري على موقع IMDb (الإنجليزية)
- ديفيد برادبري على موقع قاعدة بيانات الفيلم (الإنجليزية)